# Kabutochō
Kabutochō, heute offiziell Nihonbashi-Kabutochō (jap. 日本橋兜町; alternative Romanisierung Nihombashi-Kabutochō) ist ein Viertel des Bezirks Chūō im Osten der japanischen Präfektur Tokio. Es liegt im östlichen Zentrum Tokios und ist Sitz der Tokioter Börse. Mit „Kabutochō“ bezeichnet man daher oft im übertragenen Sinn die Börse, ähnlich wie „Wall Street“ als Synonym für die New Yorker Börse verwendet wird. Die Postleitzahl von Kabutochō ist 103-0026. Zum 1. Februar 2021 lebten dort laut Meldestatistik 713 Einwohner in 534 Haushalten.
Kabutochō liegt etwa auf halbem Weg zwischen dem Bahnhof Tokio im Westen und dem Sumida, es umfasst einen schmalen Streifen von Häuserblocks, die sich vom Nihonbashi im Nordosten bis nahe an die Yaesu-dōri erstreckt, die gerade vom Yaesu-Eingang des Bahnhofs Tokio wegführt. Die Nordwestgrenze bildet der innere Ring (toshinkanjō-sen) der Stadtautobahn Tokio. Im Südosten grenzt Kabutochō an (Nihonbashi-)Kayabachō. Die Börse liegt nahe am Ufer des Nihonbashi, im Viertel befinden sich außerdem das Polizeirevier Chūō der Tokioter Präfekturpolizei und die Feuerwache Chūō der Tokioter Feuerwehr sowie eine kommunale Grundschule und Kindergarten. Den übrigen Stadtteil füllen vor allem Bürogebäude.
Der Name Kabutochō, also „Helmstadt“ bzw. „-straße“, geht der Überlieferung nach auf das 11. Jahrhundert zurück: Beim „Früheren Neunjährigen Krieg“ zur Eroberung Ōshūs wurde Minamoto no Yoshiie hier von einem Sturm erfasst und bat Ryūjin (den „Drachengott“) durch das Versenken einer Rüstung um eine sichere Rückkehr. Auf dem Rückweg vom siegreichen Feldzug gegen die Abe ließ er zum Dank eine Rüstung in einem Hügel vergraben. Da Kabutochō zur Zeit der Stadt Tokio zum Stadtbezirk Nihonbashi gehörte, wurde ihm 1947, als Nihonbashi und Kyōbashi zum Bezirk Chūō zusammengelegt wurden, wie den meisten Stadtteilen im früheren Bezirk Nihonbashi offiziell Nihonbashi- vorangestellt.